# دنی کولینز (بازیکن فوتبال)
دنی کولینز (انگلیسی: Danny Collins؛ زادهٔ ۶ اوت ۱۹۸۰) بازیکن فوتبال اهل بریتانیا است.
از باشگاه‌هایی که در آن بازی کرده‌است می‌توان به باشگاه فوتبال وستهام یونایتد، باشگاه فوتبال ناتینگهام فارست، باشگاه فوتبال ساندرلند، باشگاه فوتبال روترهام یونایتد، باشگاه فوتبال ایپسویچ تاون، باشگاه فوتبال گریمزبی تاون، باشگاه فوتبال استوک سیتی، و باشگاه فوتبال واکسول موتورز اشاره کرد.
وی همچنین در تیم‌های ملی فوتبال England national football C team و ولز بازی کرده‌است.